# Самюель Мбангула
Самюель-Жермен Кіндуелу Мбангула Тшифунда (фр. Samuel-Germain Kinduelu Mbangula Tshifunda; нар. 16 січня 2004, Брюссель) — бельгійський футболіст, вінгер німецького клубу «Вердер».

## Клубна кар'єра

### «Ювентус»
Виступав за молодіжні команди клубів «Брюгге» та «Андерлехт», а 2020 року приєднався до академії італійського «Ювентуса». У сезоні 2023-24 виступав у чемпіонаті Серії C за фарм-клуб «Ювентус Некст Джен».
19 серпня 2024 року дебютував в основному складі «Ювентуса» в матчі Серії A проти «Комо», вийшовши в стартовому складі. У цій грі також відзначився забитим голом і результативною передачею. Таким чином у віці 20 років і 216 днів він став першим бельгійцем, який забив за «Ювентус», а також став наймолодшим автором голу серед бельгійських футболістів у Серії А. 26 вересня 2024 року продовжив контракт з «Ювентусом» до червня 2028 року. У жовтні 2024 року ввійшов у список 25-ти фіналістів на звання «Golden Boy» 2024 року. 5 листопада 2024 року в матчі загального етапу Ліги чемпіонів УЄФА проти французького «Лілля» дебютував у єврокубках.

### «Вердер»
23 липня 2025 року перейшов у німецький «Вердер». Сума трансферу становила 10 млн євро, що стало другим найдорожчим придбанням в історії клубу. 15 серпня дебютував за нову команду в матчі Кубка Німеччини проти «Армінії», вийшовши на заміну Джастін Нжинмаху.

## Кар'єра в збірній
Виступав за збірні Бельгії до 15, до 17, до 18, до 19 і до 21 року.
11 листопада 2024 року вперше викликаний до збірної Бельгії головним тренером Доменіко Тедеско для участі в матчах Ліги націй УЄФА проти збірних Італії та Ізраїлю.

## Статистика виступів
Станом на 15 серпня 2025
| Клуб               | Сезон             | Чемпіонат         | Чемпіонат | Чемпіонат | Кубок | Кубок | Єврокубки | Єврокубки | Інші  | Інші | Всього | Всього |
| Клуб               | Сезон             | Дивізіон          | Матчі     | Голи      | Матчі | Голи  | Матчі     | Голи      | Матчі | Голи | Матчі  | Голи   |
| ------------------ | ----------------- | ----------------- | --------- | --------- | ----- | ----- | --------- | --------- | ----- | ---- | ------ | ------ |
| Ювентус Некст Джен | 2023–24           | Серія C           | 17        | 1         | 2     | 0     | —         | —         | 6     | 1    | 25     | 2      |
| Ювентус            | 2024–25           | Серія A           | 23        | 3         | 1     | 0     | 7         | 1         | 1     | 0    | 32     | 4      |
| Вердер             | 2025–26           | Бундесліга        | 0         | 0         | 1     | 0     | —         | —         | —     | —    | 1      | 0      |
| Всього за кар'єру  | Всього за кар'єру | Всього за кар'єру | 40        | 4         | 4     | 0     | 7         | 1         | 7     | 1    | 58     | 6      |

1. ↑  Матчі плей-оф підвищення Серії C
2. ↑  Матчі в Лізі чемпіонів УЄФА
3. ↑  Матчі в Суперкубку Італії